# Platysenta parnahyba
Platysenta parnahyba là một loài bướm đêm trong họ Noctuidae.